# 阿尔贝·德卡里
阿尔贝·德卡里（法語：Albert Decaris，1901年5月6日—1988年1月1日），法国艺术家。他曾代表法国参加1948年夏季奥林匹克运动会艺术比赛，获得一枚金牌。